# Zaluzianskya regalis
Zaluzianskya regalis är en flenörtsväxtart som beskrevs av John Charles Manning och Goldblatt. Zaluzianskya regalis ingår i släktet Zaluzianskya och familjen flenörtsväxter. Inga underarter finns listade i Catalogue of Life.